# Powhatan

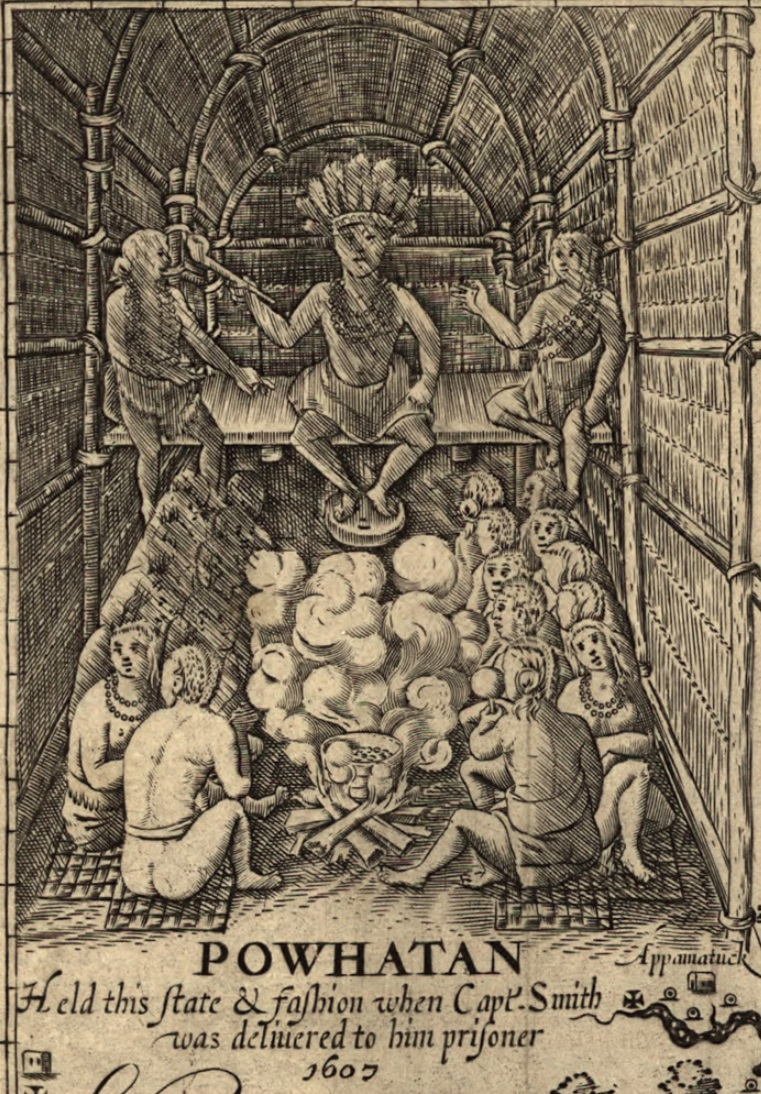
Capo Powhatan in una capanna comune a Werowocomoco (dettagli di una mappa di John Smith, 1612)

Powhatan (scritto anche powatan e powhaten) o powhatan renape (letteralmente, gli "esseri umani powhatan"), è stata una tribù di nativi americani. È stata anche il nome di una potente confederazione di tribù da loro dominate. Anche conosciuti come algonchini della Virginia, parlavano un algonchino orientale altrimenti detto lingua powhatan e vivevano in ciò che adesso è la parte orientale dell'odierna Virginia. Si ritiene che il nome abbia avuto origine da un villaggio vicino ad un punto navigabile di un grosso fiume, chiamato anch'esso "Powhatan".
Tra il XVI ed il XVII secolo, un weroance (capo tribale) chiamato Wahunsunacock (conosciuto anche come Powathan) creò un potente impero conquistando o affiliandoli tramite accordi 30 tribù residenti in gran parte della Virginia orientale, chiamata Tenakomakah ("Terra densamente abitata"). Tuttavia, con l'approdo dei coloni inglesi a Jamestown nel 1607, l'invasione dei nuovi arrivati ed il loro costante aumento di numero su quella che era stata terra Indiana, sfociò in conflitti che divennero quasi continui per 37 anni.
Dopo la morte di Wahunsunacock nel 1618, le ostilità aumentarono sotto il potere di suo fratello, Opechancanough, che cercò invano di scacciar via gli Europei, capeggiando il Massacro indiano del 1622 e quello del 1644. Questi tentativi generarono delle forti rappresaglie degli Inglesi, che ebbero come risultato la quasi eliminazione della tribù. La Confederazione Powhatan fu largamente distrutta nel 1646. Con l'espansione coloniale che continuava, molti membri si integrarono con gli Europei e con la gente di origine africana.
Parecchi anni dopo la scomparsa della Confederazione Powhatan, alcune miglia a ovest dell'area da loro occupata, la Contea Powhatan nella Virginia coloniale, fu battezzata così in onore di Capo Wahunsunacock, padre di Pocahontas.
Nella Virginia del XXI secolo, sette tribù riconosciute sono tutto ciò che rimane della confederazione originale, incluse due riserve (Pamunkey e Mattaponi), alle quali si accede attraverso la Contea di King William.
Sebbene le culture di Powhatan e coloni Europei fossero molto diverse, grazie all'unione di Pocahontas con il colono John Rolfe e al loro figlio Thomas Rolfe, molti discendenti delle Prime Famiglie della Virginia hanno potuto vantare sia radici Native Americane che Europee.